# رجيح (اسم)
رجيح هو اسم علم مذكر من أصل عربي، ومعناه هو صفة مشبهة، من «راحج» وهو المصوب للآراء، صاحب الرأي الصائب، الحليم المترجح الفكر.

## وصلات خارجية
- موسوعة السلطان قابوس لأسماء العرب نسخة محفوظة 5 أبريل 2019 على موقع واي باك مشين.